# والا والا، نیو ساوت ولز
والا والا (به انگلیسی: Walla Walla) یک شهرک در استرالیا است که در نیو ساوت ولز واقع شده‌است.

## تاریخچه
ناحیه والا والا به خانه‌های ساکنان اولیه‌ای برمی‌گردد که در این منطقه هزاران سال پیش از استقرار در اروپا سکونت داشتند.
اکتشافات هیوم و هاول در اواخر ۱۸۲۴ صورت گرفت که از این منطقه عبور کردند و پتانسیل آن را برای دامداری در نظر گرفتند. ساکنان غیرقانونی برای اولین بار در سال ۱۸۳۴ وارد شده و چهار ایستگاه از جمله راند هیل و والا والا را در ۱۸۴۵ بنیاد گذاشتند.